# Sommenäs
Sommenäs är en herrgård i Tidersrums socken, Kinda kommun, Östergötlands län.

## Historik
Sommenäs säteri är belägen vid sjön Sommen i Tidersrums socken, Ydre härad. Gården ägdes 1366 Jonis Laurenzson som var gift med Karin Knutsdotter. Den såldes 1381 av Aernils Aelifssons änka Martia Magnusdotter till Bo Jonsson och omkring 1405 av Benkta Bosdotter till Bengt Nilsson jämte andel i Tidersrum. År 1598 tillföll Sommenäs vi ett skifte emellan Måns Olofsson (Stiernbjelke) och Olof Gyllenmärs till Borrarp, den sistnämnda. Gården ägdes 1636 med sex hemman av Nils Bielke och såldes 7 november 1649 av Katarina Bielke till riksrådet Axel Lillie, samt 20 december 1679 av riksrådet Sten Bielke till majoren Gabriel Gyllenståhl. Gården kallades 1683 säteri och bestod av två frälsehemman. Efter Gyllenståhls död 1705 tillhörde den änkan Catharina Cronhielm, samt vidare deras dotter Ulrika Christina Gyllenståhl. Hon var gift med kaptenen Carl Du Rietz och efter hennes död ägdes gården av deras barn. Sonen löjtnant Charles Du Rietz utlöste de övriga syskonen och dog på gården 1801. År 1818 tillhörde gården Polykarpus Du Rietz och 1825 av hans arvingar till 1 3⁄4 mantal och C. G. Ramsäll till 1⁄4 mantal. År 1852 tillhörde den första nämnda delen släkten Wallman och den sistnämnda en bonde.